# Other Comix
«Other Comix» (укр. «Інші комікси») — українське видавництво локалізованих коміксів українською, на разі за ліцензіями від видавництва «Archie Horror». Видавництво було засновано в 2018 році, однак сповна активізувало свою діяльність лише у 2019 році.

## Історія
У лютому 2019 року «UAComix» («Ukrainian Assembly Comix») презентувало свій імпринт «Other Comix», дебютом якого стане комікс «Моторошні пригоди Сабріни. Книга перша», на який одразу було відкрито передзамовлення в магазині Ukrainian Assembly Comix. 5 квітня видавництво, через сторінку UAComix, повідомило, що "спеціально до прем'єри другого сезону серіалу «Моторошні пригоди Сабріни», який виходить сьогодні (5 квітня 2019 року), видавництво UAComix підготувало для передзамовників коміксу "Сабріна" бонусні карти Таро з авторським малюнком від художника Костас Пантулас (грец. Kostas Pantoulas)". 27 травня видавництво вибачилось за затримку коміксу, обумовлюючи її "об'єктивними причинами", нова дата — кінець червня 2019, а також анонсувало, що передзамовники отримають ще один бонус. 11 травня UAComix відвідало Київський Фестиваль Коміксів 2 де PlayUA взяло інтерв'ю у засновника видавництва, в інтерв'ю поговорили про плани на випуск коміксу, плани на майбутнє та про сам комікс. Проте запланований випуск коміксу у червні так і не відбувся. На початку вересня на сторінці передзамовлення з'явилась інформацію про закінчення передзамовлень 10 вересня. Розсилка передзамовлень та старт продажів був заплановано на 22 вересня. Ближче до фестивалю «CCU2019» видавництво активізувало свій сайт. На фестивалі імпринт провів презентацію, де директори та перекладач розповіли про переклад Сабріни та створення імпринту, також було повідомлено, що наступні комікси та інші анонси стануть відомими 14 жовтня 2019. Старт продажів першого коміксу імпринту відбувся на «CCU2019» (21-22 вересня), розсилка передзамовлень відклалась на наступний тиждень після фестивалю.

## Комікси
- «Моторошні пригоди Сабріни. Книга перша» (Роберто Аґіре-Сакаса). Палітурка; містить Chilling Adventures of Sabrina #1-5; 160 стр; вересня 2019; ISBN 978-966-97733-5-7.

## Примтіки
1. ↑  Gazeta.ua (17 лютого 2019). Українською вийде комікс про юну відьму Сабріну. gazeta.ua (українська) . Архів оригіналу за 18 лютого 2019. Процитовано 11 вересня 2019.
2. 1 2 3  UAComix | Моторошні пригоди Сабріни. uacomix.com. Архів оригіналу за 17 липня 2019. Процитовано 11 вересня 2019. [Архівовано 2019-07-17 у Wayback Machine.]
3. ↑  UA Comix: Характерник, Світ Хаосу, Сабріна, Колоніст, Гамлет, Азія. playua.net (українська) . PlayUA. 1 вересня 2019. Архів оригіналу за 22 жовтня 2020. Процитовано 11 вересня 2019.
4. ↑  UACOMIX: ХАРАКТЕРНИК, Світ Хаосу, Сабріна, Колоніст, Гамлет, Азія (КФК 2019) + КОНКУРС! (українська) , архів оригіналу за 16 листопада 2019, процитовано 11 вересня 2019
5. ↑  Допис про затримку українською версії коміксу. facebook.com (українська) . Ukrainian Assembly Comix. 8 серпня 2019. Процитовано 11 вересня 2019.